# Jeffrey DeMunn
Jeffrey DeMunn (n. 25 aprilie 1947, Buffalo, New York, SUA) este un actor american de teatru și film.

## Filmografie
- Christmas Evil (1980)
- Resurrection  (1980)
- The First Deadly Sin  (1980)
- Ragtime  (1981)
- Frances  (1982)
- Windy City (1984)
- Warning Sign  (1985)
- The Hitcher  (1986)
- Kojak: The Price of Justice (1987)
- The Blob  (1988)
- Betrayed  (1988)
- Blaze  (1989)
- By Dawn's Early Light  (1990)
- The Haunted  (1991)
- Newsies  (1992)
- Jonathan: The Boy Nobody Wanted (1992)
- The Shawshank Redemption  (1994)
- Citizen X (1995)
- Phenomenon  (1996)
- Turbulence  (1997)
- The Outer Limits (1997)
- RocketMan  (1997)
- The X-Files: Fight the Future  (1998)
- Storm of the Century  (1999)
- The Green Mile  (1999)
- The Majestic  (2002)
- The West Wing  (2004)
- The Persistence of Dreams  (2005)
- Hollywoodland  (2006)
- The Mist  (2007)
- Burn After Reading  (2008)
- Song Of The South 2 (2010)
- Tăcerea umbrelor (2010)
- Another Happy Day (2011)
- The Walking Dead (2010)